# Obóz (Oświęcim)
Obóz – niewielka część miasta Oświęcimia (SIMC 0925100 w systemie TERYT), w jego południowej części, usytuowana w widłach ulic Legionów i Leszczyńskiej. Jej zasięg odpowiada terenowi dawnego obozu koncentracyjnego Auschwitz (stąd nazwa), obecnie muzeum. 